# 斯皮雷特峰
斯皮雷特峰是南極洲的山峰，位於東部南極洲的毛德皇后地，屬於博格地塊的一部分，該山峰由挪威的製圖師根據測量和空中照片繪入地圖，現時受南極條約體系管理。
72°31′S 3°38′W / 72.517°S 3.633°W